# Paris-Bourges 2004
Paris-Bourges 2004 est la 54e édition de la course cycliste française Paris-Bourges se déroulant le 7 octobre 2004 entre Gien (Loiret) et Bourges (Cher), sur une distance de 196,5 kilomètres.
La course est remportée par le Français Jérôme Pineau (Brioches La Boulangère).
L'épreuve constitue la dernière des dix-sept courses de la treizième édition de la coupe de France de cyclisme sur route.

## Présentation

### Équipes
17 équipes sont au  départ de la course : treize équipes de niveau I, une de niveau II et trois de niveau III.
| Groupes sportifs I (13)- Brioches La Boulangère - Phonak Hearing Systems - Gerolsteiner - Cofidis-Le Crédit par Téléphone - CSC - Chocolade Jacques-Wincor Nixdorf - Fdjeux.com - Crédit agricole - Lotto-Domo - Mr Bookmaker.com-Palmans - RAGT Semences-MG Rover - Bankgiroloterij - Saeco Groupe sportif II- Lokomotiv Groupes sportifs III (3)- Auber 93 - Oktos - Jartazi-Granville |
| |

## Classement final
| \| Classement général \| Classement général \| Classement général \| Classement général \| Classement général \| \| Coureur \| Coureur \| Pays \| Équipe \| Temps \| \| ------------------ \| ------------------- \| ------------------ \| -------------------------------- \| ------------------ \| \| 1er \| Jérôme Pineau \| France \| Brioches La Boulangère \| 4 h 12 min 28 s \| \| 2e \| Martin Elmiger \| Suisse \| Phonak Hearing Systems \| + 0 s \| \| 3e \| Davide Rebellin \| Italie \| Gerolsteiner \| + 0 s \| \| 4e \| Cédric Vasseur \| France \| Cofidis-Le Crédit par Téléphone \| + 2 s \| \| 5e \| Jörg Jaksche \| Allemagne \| CSC \| + 2 s \| \| 6e \| Jurgen Van de Walle \| Belgique \| Chocolade Jacques-Wincor Nixdorf \| + 2 s \| \| 7e \| Nicolas Fritsch \| France \| Fdjeux.com \| + 7 s \| \| 8e \| Vladimir Gusev \| Russie \| CSC \| + 5 min 01 s \| \| 9e \| Michael Albasini \| Suisse \| Phonak Hearing Systems \| + 5 min 01 s \| \| 10e \| Alexandre Botcharov \| Russie \| Crédit Agricole \| + 5 min 01 s \| |                     |           |                                  |                 |
| |                     |           |                                  |                 |
| |                     |           |                                  |                 |
| Classement général |                     |           |                                  |                 |
| Coureur | Coureur             | Pays      | Équipe                           | Temps           |
| 1er | Jérôme Pineau       | France    | Brioches La Boulangère           | 4 h 12 min 28 s |
| 2e | Martin Elmiger      | Suisse    | Phonak Hearing Systems           | + 0 s           |
| 3e | Davide Rebellin     | Italie    | Gerolsteiner                     | + 0 s           |
| 4e | Cédric Vasseur      | France    | Cofidis-Le Crédit par Téléphone  | + 2 s           |
| 5e | Jörg Jaksche        | Allemagne | CSC                              | + 2 s           |
| 6e | Jurgen Van de Walle | Belgique  | Chocolade Jacques-Wincor Nixdorf | + 2 s           |
| 7e | Nicolas Fritsch     | France    | Fdjeux.com                       | + 7 s           |
| 8e | Vladimir Gusev      | Russie    | CSC                              | + 5 min 01 s    |
| 9e | Michael Albasini    | Suisse    | Phonak Hearing Systems           | + 5 min 01 s    |
| 10e | Alexandre Botcharov | Russie    | Crédit Agricole                  | + 5 min 01 s    |